# گورستان زرچاک ۱
گورستان زرچاک ۱ در شهرستان املش، بخش رانکوه، روستای زرچاک واقع شده و این اثر در تاریخ ۲ آبان ۱۳۸۲ با شمارهٔ ثبت ۱۰۶۰۳ به‌عنوان یکی از آثار ملی ایران به ثبت رسیده است.